# Harel Lewi
Harel Lewi (hebr.) הראל לוי, (ang.) Harel Levy (ur. 5 sierpnia 1978 w Nachszonim) – izraelski tenisista, reprezentant w Pucharze Davisa.

## Kariera tenisowa
Jako zawodowy tenisista Levy występował w latach 1995–2011.
Jako singlista wygrał 4 turnieje rangi ATP Challenger Tour. W rozgrywkach rangi ATP World Tour Levy osiągnął 2 finały – w 2000 roku w Toronto oraz w 2001 roku w Nottingham.
W grze podwójnej Levy jest mistrzem rozgrywek rangi ATP World Tour w Newport z 2000 roku. Wspólnie z Jonatanem Erlichem pokonali w finale debel Kyle Spencer–Mitch Sprengelmeyer 7:6(2), 7:5. W 2010 roku osiągnął finał w Johannesburgu, grając w parze z Karolem Beckiem.
W latach 1998–2010 reprezentował Izrael w Pucharze Davisa. Jego największym osiągnięciem w tych rozgrywkach jest awans z zespołem do półfinału grupy światowej (najwyższej klasy rozgrywek) w 2009 roku, eliminując reprezentacje Szwecji oraz Rosji.
W rankingu gry pojedynczej Levy najwyżej był na 30. miejscu (25 czerwca 2001), a w klasyfikacji gry podwójnej na 71. pozycji (19 maja 2008).

### Finały w turniejach ATP World Tour
| Legenda                                      |
| -------------------------------------------- |
| Wielki Szlem                                 |
| Igrzyska olimpijskie                         |
| Tennis Masters Cup / ATP Finals              |
| ATP Masters Series / ATP Tour Masters 1000   |
| ATP International Series Gold / ATP Tour 500 |
| ATP International Series / ATP Tour 250      |

#### Gra pojedyncza (0–2)
| Końcowy wynik | Nr | Data            | Turniej    | Nawierzchnia | Przeciwnik       | Wynik finału |
| ------------- | -- | --------------- | ---------- | ------------ | ---------------- | ------------ |
| Finalista     | 1. | 6 sierpnia 2000 | Toronto    | Twarda       | Marat Safin      | 2:6, 3:6     |
| Finalista     | 2. | 24 czerwca 2001 | Nottingham | Trawiasta    | Thomas Johansson | 5:7, 3:6     |

#### Gra podwójna (1–1)
| Końcowy wynik | Nr | Data          | Turniej      | Nawierzchnia | Partner        | Przeciwnicy                        | Wynik finału   |
| ------------- | -- | ------------- | ------------ | ------------ | -------------- | ---------------------------------- | -------------- |
| Zwycięzca     | 1. | 16 lipca 2000 | Newport      | Trawiasta    | Jonatan Erlich | Kyle Spencer Mitch Sprengelmeyer   | 7:6(2), 7:5    |
| Finalista     | 1. | 7 lutego 2010 | Johannesburg | Twarda       | Karol Beck     | Rohan Bopanna Aisam-ul-Haq Qureshi | 6:2, 3:6, 5–10 |